# Ronny Büchel
Ronny Büchel, (*Liechtenstein, 19 de marzo de 1982) es un futbolista internacional liechtensteiniano. Se desempeña en posición de centrocampista y actualmente juega en el USV Eschen/Mauren que milita en la 1. Liga de Suiza. 

## Selección nacional
Ha sido internacional con la Selección de fútbol de Liechtenstein en sesenta y nueve ocasiones. Además, su hermano, esquiador y jugador Marco Büchel también ha sido internacional con el país varias ocasiones.

## Clubes
| Club                    | País          | Años      |
| ----------------------- | ------------- | --------- |
| Fussball Club Vaduz     | Liechtenstein | 2000-2001 |
| BSC Young Boys (cedido) | Suiza         | 2001-2002 |
| Fussball Club Vaduz     | Liechtenstein | 2002-2003 |
| FC Chur 97              | Suiza         | 2003-2004 |
| USV Eschen/Mauren       | Liechtenstein | 2004-     |

## Palmarés

### Campeonatos nacionales
| Título                    | Club                                    | País          | Año               |
| ------------------------- | --------------------------------------- | ------------- | ----------------- |
| Copa de Liechtenstein (3) | Fussball Club Vaduz y USV Eschen/Mauren | Liechtenstein | 2001, 2003 y 2012 |

## Galería

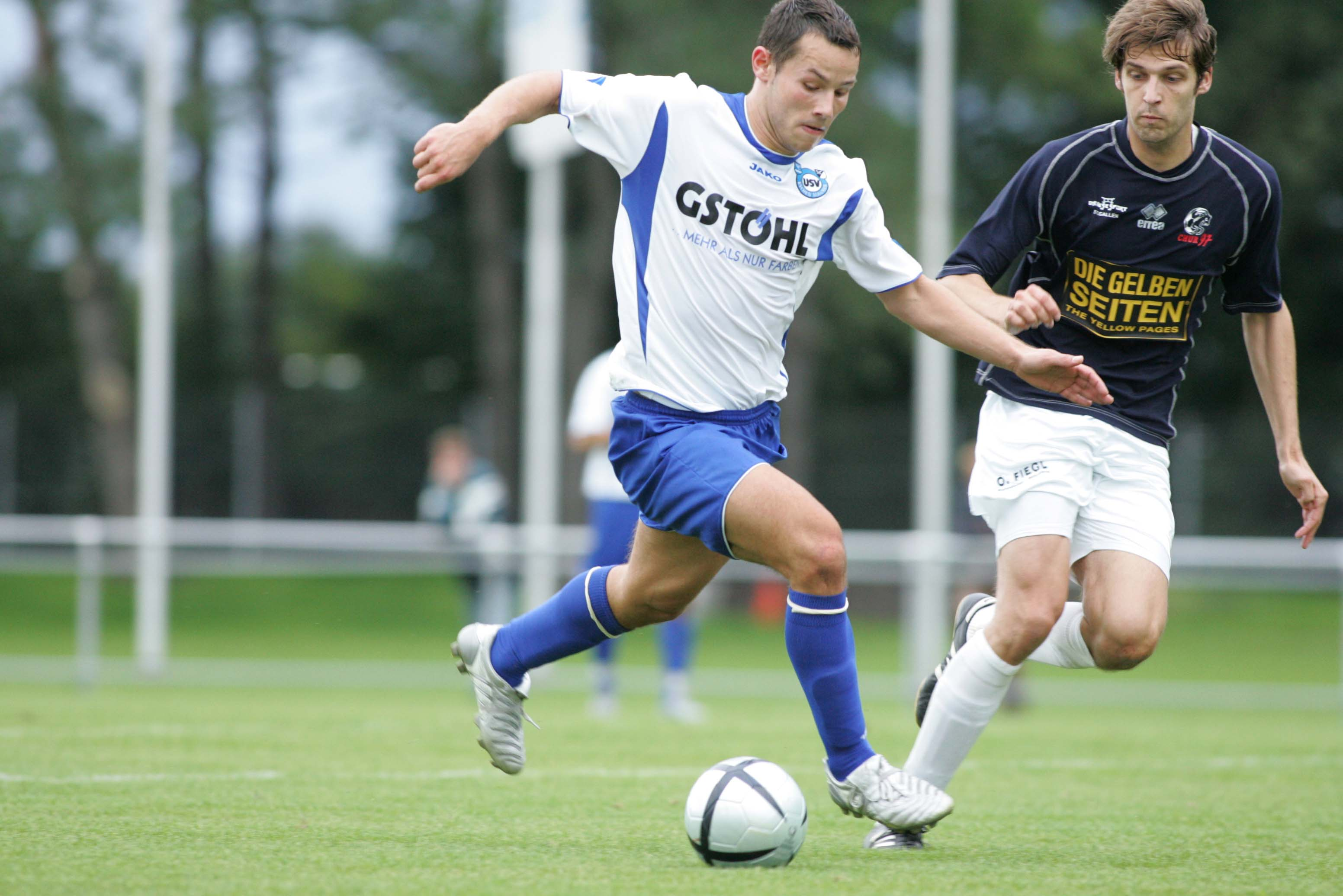
Ronny con la camiseta del USV Eschen/Mauren